# Gobernantes muiscas

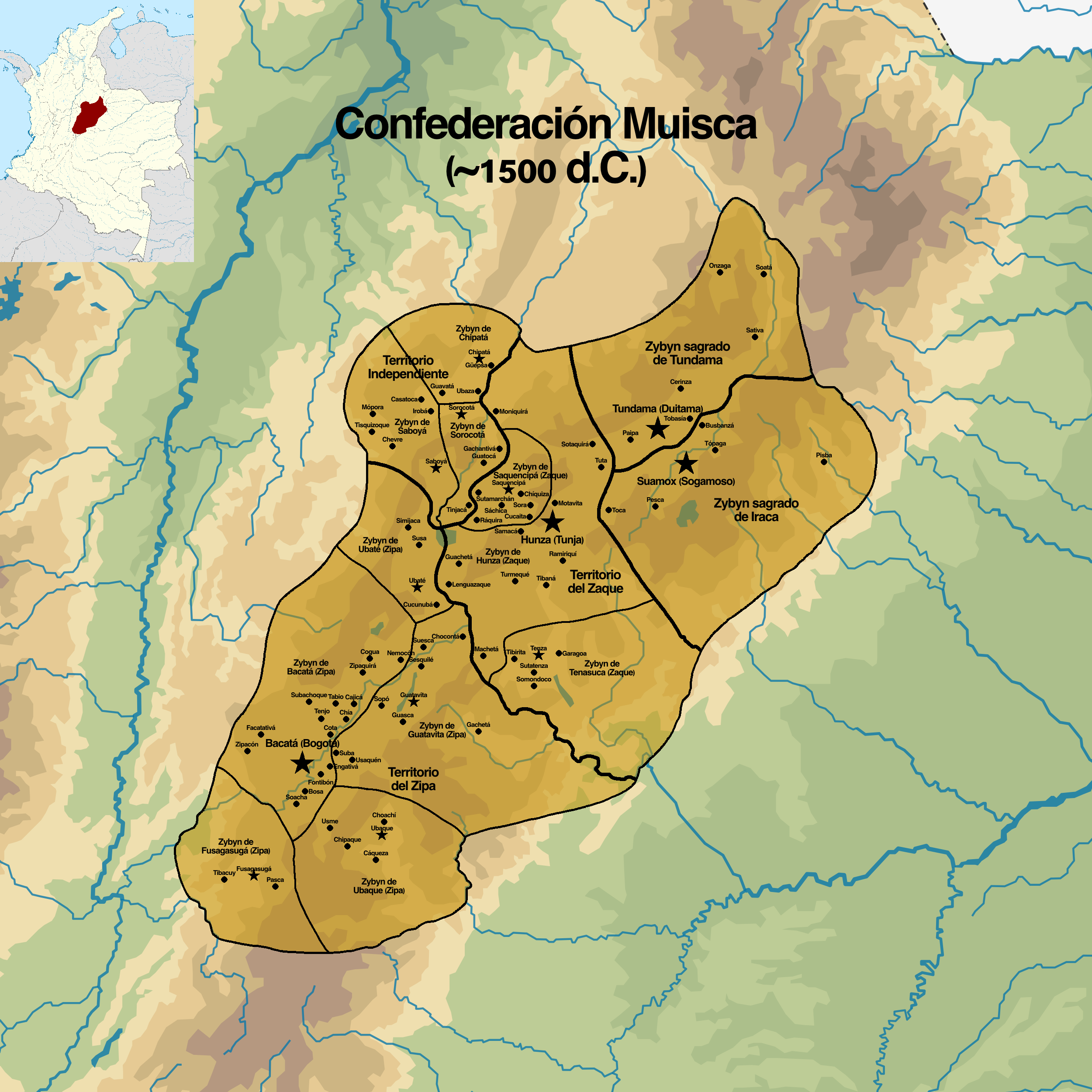
Mapa de la Confederación Muisca a la llegada de los españoles. En los límites fronterizos se muestran los pueblos indígenas vecinos.

En la llegada de los españoles al altiplano cundiboyacense, en la actual República de Colombia, había dos gobernantes principales en la región, organizada en torno a la confederación muisca. El zaque era el gobernante del Zacazgo, al Norte, y su sede de gobierno era Hunza, hoy Tunja. El zipa era el gobernante del Zipazgo, al Sur, en la Sabana de Bogotá, y su sede de gobierno era Funza. 
Ni el zipa ni el zaque ejercían un poder absoluto ni uno de los controles rígidos o estrictos sobre los cacicazgos a los que les debían su poder, por lo que no se les puede considerar reyes. Sin embargo estas posiciones de poder eran de gran honor y estaban rodeadas de un ceremonial bastante elaborado.
La posición y el poder de estos gobernantes era tal que ni aun los miembros de la nobleza se atrevían a mirarlos directamente a los ojos. Por ejemplo, si el zipa necesitaba escupir, alguien le alcanzaba un tejido fino para que lo hiciera sobre este porque era un sacrilegio que algo tan precioso como la saliva del zipa tocara la tierra. La pieza de tela era después cuidadosa y reverentemente llevada lejos, y quien lo hacía tenía el cuidado de mirar al lado opuesto de donde el zipa se encontraba.
Cuando Gonzalo Jiménez de Quesada llegó a Bogotá, Tisquesusa tenía el cargo de zipa, y Quemuenchatocha el de zaque. Los súbditos del zipa eran considerados descendientes de la Luna (Chie), y los súbditos del zaque eran considerados descendientes del Sol (Sua).
Los tronos de los gobernantes chibchas eran hereditarios, pero no seguían una línea paterna. Se designaba como sucesor a un sobrino, hijo de la hermana mayor o de mayor edad del gobernante de los muiscas se ubicaron en Colombia.

## Gobernantes muiscas
Confederación (Zipazgo o Zacazgo)
--> Sacerdotes (Chyquy))
--> Cacicazgos (Cacique Uzaque)
 --> Capitanía (Capitán)
 --> Sybyn
--> Uta

### Zipazgo de Bacatá
- Territorio del zipa de Bacatá (Funza):

1. Cacicazgo de Bacatá: Funza, Tenjo, Subachoque, Facatativá, Tabio, Cota, Chía, Cajicá, Zipaquirá, Nemocón, Engativá, Bosa, Soacha y Zipacón.
2. Cacicazgo de Guatavita: Guatavita, Sesquilé, Guasca, Sopó, Usaquén, Tuna, Suba, Teusacá, Gachetá, Chocontá y Suesca entre otras.
3. Cacicazgo de Ubaque: Ubaque, Choachí, Chipaque, Cáqueza, Usme.
4. Cacicazgo de Fusagasugá: Fusagasugá, Pasca y Tibacuy.
5. Cacicazgo de Ubaté: Ubaté, Cucunubá, Simijaca, y Susa.

Zipas de Bacatá
- Meicuchuca (1450-1470) Primer cacique conocido de Bacatá.
- Saguamanchica (1470 -1490) Segundo cacique de Bacatá.
- Nemequene (1490 - 1514) Tercer cacique de Bacatá.
- Tisquesusa (1514 - 1537) Cuarto de los cacique de Bacatá; era quien ocupaba el cacicazgo a la llegada de los conquistadores españoles. Murió asesinado por las tropas de Gonzalo Jiménez de Quesada.
- Sagipa o Zaquezazipa (1537-agosto de 1538): Quinto y último cacique de Bacatá. Asesinado por Jiménez de Quesada.

### Zacazgo
- Territorio del zaque de Hunza (Tunja):

1. Cacicazgo de Hunza: Guachetá, Icabuco, Ramiriquí, Machetá, Moniquirá, Motavita, Toca, Tuta, Samacá, Sotaquirá, Lenguazaque, Turmequé, entre otros.
2. Cacicazgo de Tenasuca: Tenza, Garagoa, Sutatenza, Somondoco, Soratá, Tenasuca, Tibirita.
3. Cacicazgo de Saquencipá (Villa de Leyva): Ráquira, Sutamarchán, Sachica, Sora, Cucaita, Chíquiza.

Zaques de Hunza
- Hunzahúa
- Michuá (1470 -1490), zaque de Hunza.
- Quemuenchatocha (1490 - 1537), zaque de Hunza, era quien ocupaba el trono de los zaques en el momento de la llegada de los conquistadores españoles.
- Aquiminzaque (1537- 1541). Último zaque de Hunza.[1]

### Cacicazgos sagrados
Además de los dos principales territorios políticos, Bacatá y Hunza, los cronistas refieren la existencia de dos cacicazgos cuya significación era más religiosa y sagrada que política: se trataba del cacicazgo de Tundama (con capital en la actual Duitama), e Iraca (con capital en Suamox, actual Sogamoso), cuyo gobernante era el sacerdote denominado igualmente Iraca, a quien se consideraba sucesor del legendario Bochica (conocido también como Nemterequeteba). El Zipa, el Zaque, el Tundama y el Iraca gobernaban asesorados por un Consejo de Ancianos, que eran las personas más sabias de la comunidad.
- Cacicazgo sagrado de Tundama: Duitama, Tobasía, Paipa, Cerinza, Tutazá, Ocavita, Onzaga, Soatá, Sativa.
- Cacicazgo sagrado de Iraca: Sogamoso, Bombaza, Busbanzá, Pesca, Pisba, Tópaga, Toca.

### Cacicazgos autónomos
Los cacicazgos muiscas considerados como autónomos o independientes, puesto que no se habían centralizado bajo un mismo dirigente en particular, fueron los de Saboyá, Charalá, Chipatá, Tacasquira y Tinjacá. Por otra parte, la confederación de Guanentá pertenecía a los guanes, y la del Cocuy a los tunebos, pueblos ambos de lenguas chibchas, pero independientes.